# 龍岡路
龍岡路為臺灣桃園市中壢區的重要道路之一，全線共分為三段，自市中心向外輻射連接龍岡地區，並可經由龍南路通往大溪區及大溪交流道。起於新興路，經龍岡地下道與康樂路連接；止於龍岡圓環。其中環中東路二段至龍岡圓環路段屬於市道112號的一部分。

## 沿經行政區域
- 桃園市
  - 中壢區

## 分段
- 龍岡路一段：新興路－健行路
- 龍岡路二段：健行路－龍岡路二段461號
- 龍岡路三段：龍岡路三段3號－龍岡圓環

## 車道配置[1]

### 目前(108年1月-)
- 新興路－龍岡路三段37巷：雙向各一車道
- 龍岡路三段37巷－龍岡圓環：雙向各二車道並設置中央安全島

### 未來
- 新興路－環中東路二段：雙向各一車道
- 環中東路二段－龍岡圓環：雙向各二車道並設置中央安全島

## 沿線設施
(由西至東)
龍岡路一段
- 龍岡路地下道
- 經濟部標準檢驗局新竹分局桃園辦事處(46號)[2]
- 新街溪
- 中華郵政中壢東興郵局(229號)[3]

龍岡路二段
- 桃園市中壢區龍岡國民小學(232號)[4]

龍岡路三段
- 葡萄王生技股份有限公司(60號)[5]
- 龍岡森林公園[6]
- 龍岡大操場[7]
- 大龍岡夜市（週三、六營業）
- 新龍岡公園
- 龍岡公園
- 桃園市政府消防局第二大隊龍岡分隊(754號)[8]
- 中華郵政中壢龍岡郵局(756號)[9]
- 龍岡圓環